# أنتابيا والر
أنتابيا والر (بالإنجليزية: Antabia Waller)‏ مواليد 11 يوليو 1988 في مانشستر، هو لاعب كرة سلة أمريكي. بدأ مسيرته الاحترافية في سنة 2010. يبلغ طوله 6 قدم 2 بوصة (1.9 م).

## المسيرة الاحترافية
لعب مع أوياك رينو في موسم 2010–2011، ثم لعب مع عنتاب لكرة السلة في الدوري التركي في موسم 2011–2012، ثم لعب مع نادي بريشتينا لكرة السلة في موسم 2013–2014، ثم لعب مع نادي مورنار بار لكرة السلة في موسم 2016–2017.

## روابط خارجية
- أنتابيا والر على موقع كرة السلة الأوروبية.كوم (الإنجليزية)
- أنتابيا والر على موقع كلية كرة السلة في سبورتس رفرنس.كوم (الإنجليزية)
- أنتابيا والر على موقع ريلجم (الإنجليزية)
- أنتابيا والر على موقع بروبوليرز (الإنجليزية)
- أنتابيا والر على موقع سبورتس رفرنس (الإنجليزية)